# Gasto
Un gasto es un egreso o salida de dinero que una persona o empresa debe pagar para acreditar su derecho sobre un artículo o a recibir un servicio.
Sin embargo, hay bultos y diferencias entre el dinero que destina una persona (porque ella no lo recupera) del dinero que destina una empresa. Porque la empresa sí lo recupera al generar ingresos, por lo tanto «no lo gasta» sino que lo utiliza como parte de su inversión.
En contabilidad, se denomina gasto o egreso a la anotación o partida contable que disminuye el beneficio o aumenta la pérdida de una sociedad o persona física. Se diferencia del término costo porque precisa que hubo o habrá un desembolso financiero (movimiento de caja o bancos). 
El gasto es una salida de dinero que «no es recuperable», a diferencia del costo, que sí lo es, por cuanto la salida es con la intención de obtener una ganancia y esto lo hace una inversión que es recuperable: es una salida de dinero y además se obtiene una utilidad.
Podemos decir también que el gasto es la corriente de recursos o potenciales de servicios que se consumen en la obtención del producto neto de la entidad: sus ingresos.
El gasto se define como expiración de elementos del activo en la que se han incurrido voluntariamente para producir ingresos.
También podemos definir el gasto como la inversión en dinero necesaria para administrar la empresa o negocio, ya que sin eso sería imposible que funcione cualquier ente económico; el gasto se recupera en la misma medida que  se toma en cuenta en el cálculo del precio de la venta del bien o servicio.  
Las pérdidas son expiraciones involuntarias de elementos del activo que no guardan relación con la producción de ingresos.